# Kanton Poitiers-6
Der Kanton Poitiers-6 war von 1982 bis 2015 ein französischer Wahlkreis im Arrondissement Poitiers, im Département Vienne und in der Region Poitou-Charentes. Sein Hauptort war Poitiers.

## Gemeinden
Der Kanton bestand aus einer Gemeinde und einem Teil der Stadt Poitiers (angegeben ist hier die Gesamteinwohnerzahl). Im Kanton lebten etwa 13.200 Einwohner:
| Gemeinde | Einwohner Jahr | Fläche km² | Bevölkerungsdichte | Code INSEE | Postleitzahl |
| -------- | -------------- | ---------- | ------------------ | ---------- | ------------ |
| Biard    | 1.715 (2013)   | 7,47       | 230 Einw./km²      | 86027      | 86580        |
| Poitiers | 87.427 (2013)  | –          | – Einw./km²        | 86194      | 86000        |